# Jessieville
Jessieville est une communauté non incorporée située dans le comté de Garland, dans l'Arkansas. Il est à côté du village de Hot Springs. 
L’Autoroute 7 parcourt la communauté, et de la route 298 passe aussi à l'intérieur de la ville. La ville possède une école, qui contient une école primaire, un collège et un lycée tout en un.